# Aethecerus discolor
Aethecerus discolor är en stekelart som beskrevs av Wesmael 1845. Aethecerus discolor ingår i släktet Aethecerus och familjen brokparasitsteklar. Arten är reproducerande i Sverige. Inga underarter finns listade i Catalogue of Life.